# Bobby Gould (Fußballspieler)
Robert „Bobby“ Hewitt Gould (* 12. Juni 1946 in Coventry) ist ein ehemaliger englischer Fußballspieler und -trainer.

## Sportlicher Werdegang
Gould begann seine Karriere beim seinerzeitigen Drittligisten Coventry City, mit dem der Stürmer als Ergänzungsspieler 1964 in die Second Division aufstieg. Anschließend erhielt er einen Profivertrag und etablierte sich im Laufe der Zeit als Stammspieler im Angriff. In der Spielzeit 1966/67 avancierte er zum regelmäßigen Torschützen und krönte sich mit 24 Saisontreffern zum Zweitligatorschützenkönig, damit führte er den Klub zur Zweitligameisterschaft vor den Wolverhampton Wanderers und damit zum Aufstieg in die First Division. Auf dem 20. Tabellenplatz hielt die Mannschaft am Ende der Erstligasaison 1967/68 die Klasse, er wechselte jedoch anschließend zum Ligarivalen FC Arsenal. Als unregelmäßig eingesetzter Spieler erzielte er im letztlich nach Verlängerung gegen Swindon Town verloren gegangenen Endspiel um den League Cup 1968/69 den zwischenzeitlichen 1:1-Ausgleich, kehrte dem Klub aber nach zwei Spielzeiten den Rücken und schloss sich den Wolverhampton Wanderers an. Nach anderthalb Jahren lotste ihn Don Howe zu West Bromwich Albion, wo er aber ebenso nur wie bei der folgenden Station Bristol City kurzzeitig unter Vertrag stand. Im November 1973 wechselte er zu West Ham United, war aber beim Gewinn des FA Cups 1975 unter Trainer John Lyall nur der seinerzeit erlaubte Ersatzmann und blieb beim 2:0-Finalerfolg durch einen Doppelpack von Alan Taylor gegen den FC Fulham ohne Spielminute. Im Dezember des Jahres kehrte er zu den mittlerweile wieder zweitklassig spielenden Wolverhampton Wanderers zurück und schaffte mit der Mannschaft am Ende der Spielzeit 1976/77 den Wiederaufstieg in die höchste Spielklasse. Im Oktober 1977 nahm er ein Angebot der Bristol Rovers als Spielertrainer an und war ab Januar 1978 für den norwegischen Klub Aalesunds FK tätig, ehe er als Spielertrainer bei Hereford United bis zum Sommer 1979 seine aktive Laufbahn ausklingen ließ.
Im Sommer 1979 schloss sich Gould unter Cheftrainer Geoff Hurst dem Trainerteam des FC Chelsea an und stand nach dessen Entlassung im April 1981 in den letzten Saisonspielen der Zweitligasaison 1980/81 als Interimstrainer an der Seitenlinie. Im Herbst des Jahres kehrte er zu den Bristol Rovers zurück, die sich von Terry Cooper getrennt hatten und zwischenzeitlich interimistisch von Ron Gingell betreut worden waren. 1983 wurde er von seinem Heimatklub Coventry City abgeworben, wo er Ende Dezember 1984 entlassen wurde. Im Sommer 1985 kehrte er als Nachfolger von Spielertrainer David Williams zu den drittklassig antretenden Rovers zurück, der ihn zwei Jahre zuvor beerbt hatte.
Im Sommer 1987 ging Gould zum FC Wimbledon in die First Division, wo sich der bisherige Erfolgstrainer Dave Bassett – er hatte den Klub 1981 in der Viertklassigkeit übernommen und bis 1986 in die erste Liga geführt – mit der Vereinsführung überworfen hatte. Gegen den hochfavorisierten FC Liverpool führte er die Mannschaft im Endspiel um den FA Cup 1987/88 nach dem spielentscheidenden Treffer von Lawrie Sanchez mit einem 1:0-Erfolg zum ersten Titelgewinn der Vereinsgeschichte. 1990 trat er vom Amt zurück und übernahm nach einem halben Jahr Pause Ende 1990 die Queen's Park Rangers, ging aber bereits im Frühjahr 1991 zu seinem Ex-Klub West Bromwich Albion. Nach dem Abstieg in die Drittklassigkeit im Sommer des Jahres verpasste er knapp den Wiederaufstieg. Anschließend kehrte er abermals zu Coventry City zurück, wo er im Oktober 1993 entlassen und durch Phil Neal wersetzt wurde.
1995 wurde Gould nach der verpasste Qualifikation für die EM 1996 walisischer Nationaltrainer, konnte sich aber mit der Auswahlmannschaft weder für die WM 1998 noch die EURO 2000 qualifizieren und musste anschließend Mark Hughes Platz machen. Bei Cardiff City, Cheltenham Town und dem FC Weymouth hatte er später noch Kurzengagements auf Vereinsebene.